# Johanna Hagström
Karin Johanna Hagström est une fondeuse suédoise, née le 27 mars 1998 à Falköping. Elle est spécialiste du sprint.

## Biographie
Membre du club d'Ulricehamn, elle participe à ses premières courses officielles de la FIS lors de la saison 2014-2015, gagnant ses premières courses en décembre 2015.
Aux Jeux olympiques de la jeunesse d'hiver de 2016 à Lillehammer, elle remporte la médaille d'or sur le sprint et la médaille d'argent sur le cross.
Aux Mondiaux junior 2018, à Goms, elle remporte une médaille de bronze avec le relais, tandis qu'elle est cinquième du sprint.
Elle est ensuite conviée pour ses débuts en Coupe du monde à l'occasion des Finales de Falun. En janvier 2019, elle gagne sa première compétition internationale chez les séniors sur le sprint de la Coupe de Scandinavie à Vuokatti. Ensuite, de retour en Coupe du monde, elle est neuvième à Lahti, puis troisième du sprint libre de Cogne, pour son premier podium individuel. Deux ans plus tard, elle monte sur son deuxième podium à ce niveau avec une deuxième place au sprint libre sur son site d'entraînement à Ulricehamn. Elle est sélectionnée pour ses premiers championnats du monde en 2021 à Oberstdorf, où elle atteint la finale du sprint classique (4e), course remportée par sa compatriote Jonna Sundling.

## Palmarès

### Championnats du monde
| Épreuve / Édition        | Sprint                           | Sprint    | 15 km | 15 km                            | Skiathlon 2 × 15 km | 50 km | Relais | Relais    |
| Épreuve / Édition        | libre                            | classique | libre | classique                        | Skiathlon 2 × 15 km | 50 km | Sprint | 4 × 10 km |
| Mondiaux 2021 Oberstdorf | Épreuve inexistante à cette date | 4e        | -     | Épreuve inexistante à cette date | —                   | -     | -      | -         |

Légende :
- : pas d'épreuve
- — : n'a pas participé à l'épreuve

### Coupe du monde
- Meilleur classement général : 36e en 2021.
- 7 podiums individuels : 1 victoire, 4 deuxièmes places et 2 troisièmes places.
- 2 podiums par équipe :
  - en sprint : 2 deuxièmes places.

#### Détails des victoires
| Épreuve / Édition | Sprint | Sprint    | 10 km | 10 km     | Skiathlon 2 × 7,5 km | 20 km | 20 km     | 50 km | Tour de ski ou Nordic Opening |
| Épreuve / Édition | libre  | classique | libre | classique | Skiathlon 2 × 7,5 km | libre | classique | 50 km | Tour de ski ou Nordic Opening |
| 2024-25           |        | Ruka      |       |           |                      |       |           |       |                               |

#### Courses par étapes
- Tour de Ski : 1 podium d’étape.

#### Classements par saison
| Saison / Épreuve | Saison / Épreuve | Général | Général | Distance | Distance | Sprint | Sprint |
| Saison / Épreuve | Saison / Épreuve | Class.  | Points  | Class.   | Points   | Class. | Points |
| ---------------- | ---------------- | ------- | ------- | -------- | -------- | ------ | ------ |
| 2019             | 2019             | 55e     | 107     | -        | -        | 29e    | 107    |
| 2020             | 2020             | 51e     | 78      | -        | -        | 28e    | 78     |
| 2021             | 2021             | 36e     | 145     | 60e      | 15       | 13e    | 130    |

### Championnats du monde junior et desmoins de 23 ans
| Épreuve / Édition  | Sprint | Sprint                           | 5 km                             | 5 km      | Skiathlon | Relais                    |
| Épreuve / Édition  | libre  | classique                        | libre                            | classique | Skiathlon | Relais                    |
| Mondiaux 2018 Goms | 5e     | Épreuve inexistante à cette date | Épreuve inexistante à cette date | 25e       | 8e        | Médaille de bronze, monde |

| Épreuve / Édition   | Sprint                           | Sprint    | 10 km | 10 km                            | 15 km |
| Épreuve / Édition   | libre                            | classique | libre | classique                        | 15 km |
| Mondiaux 2019 Lahti | Épreuve inexistante à cette date | 6e        | 28e   | Épreuve inexistante à cette date | 6e    |

### Jeux olympiques de la jeunesse
- Médaille d'or du sprint en 2016 à Lillehammer.
- Médaille d'argent du cross en 2016.

### Coupe de Scandinavie
- 2e du classement général en 2019.
- Première du classement des sprints en 2019.
- 2 victoires.